# John Churchill, marchese di Blandford
John Churchill, marchese di Blandford (a volte chiamato Charles Churchill) (13 febbraio 1686 – Cambridge, 20 febbraio 1703), è stato un nobile inglese in quanto erede presuntivo al ducato di Marlborough, nonché unico figlio maschio sopravvissuto di John Churchill, I duca di Marlborough, e Sarah Churchill, duchessa di Marlborough, intima amica della regina Anna.
Blandford morì senza figli nel 1703 e alla morte del padre nel 1722, il ducato passò alla sorella maggiore, Henrietta.

## Biografia

### Infanzia

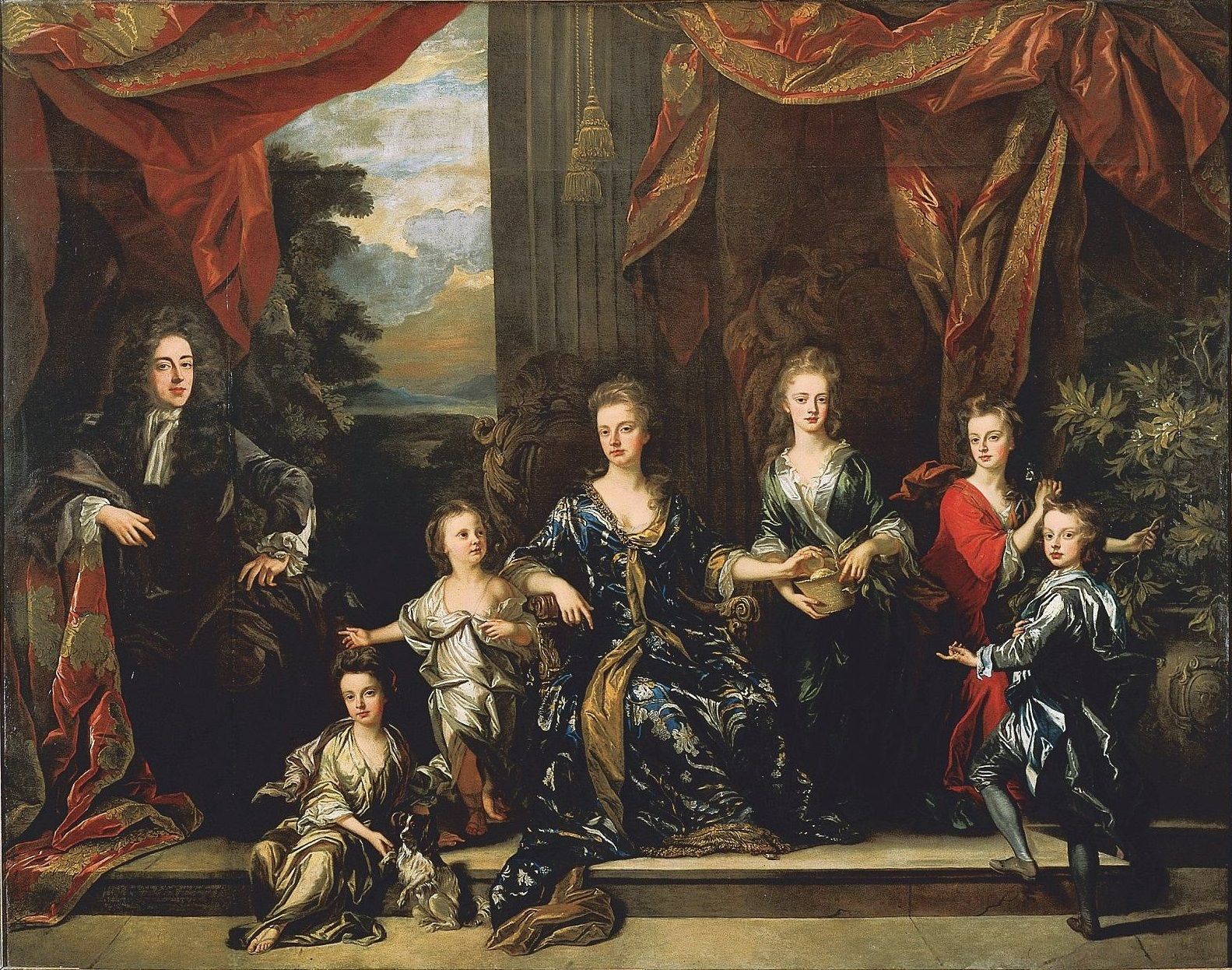
La famiglia del Duca di Marlborough

John Churchill nacque il 13 febbraio 1686 da John Churchill, in seguito primo duca di Marlborough, già un abile uomo militare al servizio del futuro Giacomo II d'Inghilterra, e Sarah Churchill, la futura Duchessa di Marlborough, la figlia più giovane del politico Sir Richard Jennings. Mentre Churchill era protestante, Sarah nacque in una famiglia cattolica. Più tardi, nel febbraio 1686, il giovane John fu battezzato, mentre Richard Talbot, I conte di Tyrconnell, suo zio in quanto marito di Frances Jennings, sorella di sua madre, e Sidney Godolphin, I conte di Godolphin, gli fecero da padrini. Praticamente non si sa nulla della sua infanzia, in quanto i suoi genitori non erano molto importanti all'epoca e non vi sono documentazioni sufficienti.
Il 14 dicembre 1702, Anna, regina di Gran Bretagna e amica intima della madre del giovane Churchill, creò il maggiore Churchill Duca di Marlborough nella parìa d'Inghilterra, nella quale Guglielmo III e Maria avevano precedentemente creato Churchill Conte di Marlborough permettendo così ai suoi figli, incluso il più giovane Churchill, l'uso del titolo di Lord o Lady. La Contessa di Marlborough aveva dato alla luce solo un altro figlio, Charles (1690-1692), e, nel 1702, il giovane Churchill era l'unico figlio maschio superstite della coppia. Dopo l'elevazione di suo padre al ducato il giovane Churchill, come erede apparente del Ducato di Marlborough, ottenne il titolo di Marchese di Blandford.

### Educazione

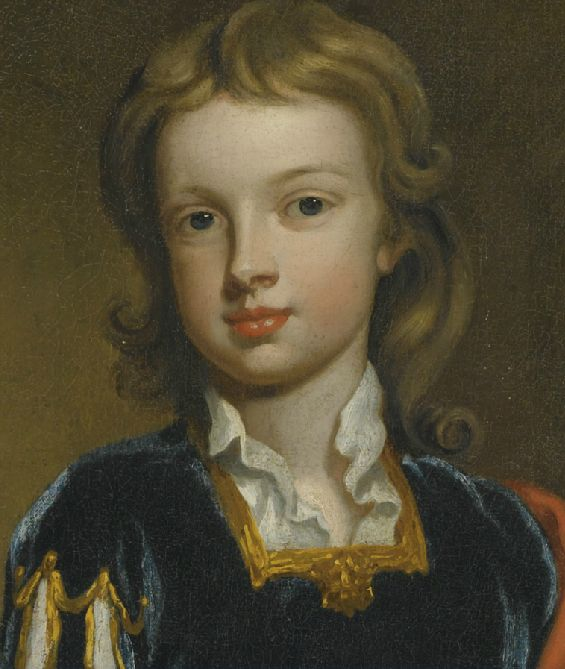
Il giovane marchese di Blandford ritratto da Godfrey Kneller

Nel 1696, all'età di 10 anni John Churchill fu mandato all'Eton College, dove rimase e studiò fino al 1700, il suo quattordicesimo anno di età. Era desiderio personale di Blandford quello di seguire una carriera militare come suo padre, e unirsi al reggimento di quest'ultimo, ma sua madre era preoccupata dei rischi e voleva assicurarsi che il ducato potesse passare attraverso la linea maschile. 
Fu inviato al King's College di Cambridge nel 1700. Blandford era particolarmente vicino al suo padrino Godolphin, che visitava spesso, viaggiando da Cambridge a Newmarket. Thomas Bruce, II conte di Ailesbury, descrisse Blandford come "il miglior giovane che si potesse trovare".

### Morte
All'inizio del 1703, il diciassettenne Blandford contrasse il vaiolo, all'epoca una malattia mortale. La Duchessa si precipitò al capezzale del figlio, mentre la regina Anna inviò i suoi medici personali per curarlo. Il 19 febbraio arrivò a Londra che le condizioni di Blandford erano senza speranza e la Regina, che aveva perso i suoi diciassette figli, scrisse una lettera accorata alla Duchessa di Marlborough in cui affermava di pregare che "Gesù Cristo ti conforti e ti sostenga in questa terribile afflizione, ed è solo la Sua misericordia che può farlo"
Sabato mattina, 20 febbraio, Blandford morì al King's College, gettando suo padre nel "più grande dolore del mondo". I Marlborough lasciarono Cambridge e si stabilirono nella loro casa di campagna a St Albans, al fine di piangere la morte del loro figlio ed erede. Edward Gregg, il biografo della regina Anna, afferma che Blandford era stato il figlio preferito dei suoi genitori, mentre Sidney Godolphin scriveva alla Duchessa, dicendo di Blandford: "Ti assicuro senza lusinghe o parzialità che non era solo il più gradito ma lo spirito più libero e la creatura più intelligente che si possa immaginare per la sua età"
Dopo la morte di Blandford, Marlborough fece frequenti riferimenti al suo dolore. La sua tomba si trova oggi nella King's College Chapel di Cambridge.